# Gidy
Gidy é uma comuna francesa na região administrativa do Centro, no departamento Loiret. Estende-se por uma área de 23,77 km². Em 2010 a comuna tinha 2 064 habitantes (densidade: 86,8 hab./km²).